# Istoria Luxemburgului

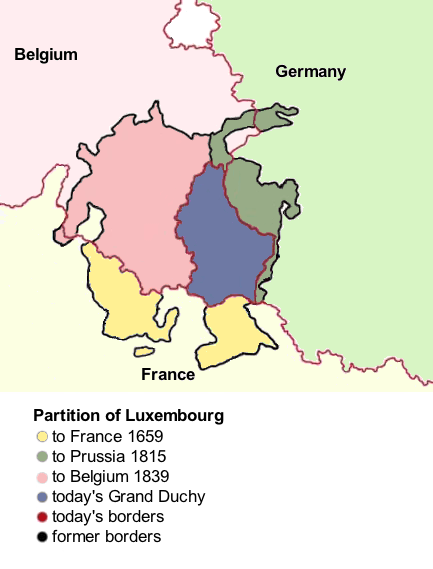
Schimbări în teritoriul Luxemburgului de-a lungul timpului.

Istoria Luxemburgului și importanța sa strategică datează din antichitate, când pe locul actualului oraș Luxemburg a fost fondată o fortăreață romană, care în Evul Mediu a devenit Castelul Luxembourg, un punct important de-a lungul „rutei spaniole” pe când Spania era principala putere europeană, care influența întreaga emisferă vestică în secolele XVI-XVII.
Istoria înregistrată a Marelui Ducat al Luxemburgului începe odată cu construcția Castelului Luxemburg în anul 963. În jurul acestei fortărețe s-a dezvoltat treptat un oraș care a devenit centrul unui stat mic dar important. Comitatul Luxemburg este ridicat la rang de Ducat în 1354. În 1437 a avut loc o criză, familia conducătoare neavând moștenitori legitimi pentru tron. În secolele următoare, fortăreața Luxemburg a fost în mod constant mărită și întărită de cei care au ocupat-o, între alții, Bourbonii, Habsburgii, Hohenzollernii și francezii. Chiar și după înfrângerea lui Napoleon în 1815, când Congresul de la Viena a conferit autonomie formală Luxemburgului, țara a devenit obiectul unei dispute între Prusia și Olanda.
Revoluția belgiană dintre 1830–1839 a înjumătățit teritoriul Luxemburgului, atunci când partea vestică a țării, majoritar francofonă, a fost transferată Belgiei. Independența Luxemburgului a fost confirmată apoi în 1839, dar nu a fost ratificată formal decât în 1867, după ce criza luxemburgheză aproape a dus la un război între Prusia și Franța. În același an 1839, Luxemburg s-a alăturat Confederației germane.
Regele Olandei a rămas șeful de stat al Luxemburgului, cu titlul de mare duce al Luxemburgului până în 1890. La moartea lui Wilhelm al III-lea, tronul Olandei a revenit fiicei sale, Wilhelmina, iar Luxemburg (pe tronul căruia nu puteau sta femei (conform Legeii Salice) i-a fost acordat lui Adolph de Nassau-Weilburg.
Luxemburg a fost invadat și ocupat de Imperiul German în timpul primului război mondial și de către Germania nazistă în timpul celui de-al doilea război mondial. În 1942, Luxemburgul a fost oficial anexat de Al treilea Reich.
În timpul celui de-al doilea război mondial, Luxemburg și-a abandonat politica de neutralitate, alăturându-se Aliaților în lupta împotriva Germaniei. In acelasi timp, sute de luxemburghezi au fost inrolati in armata Germaniei, luptand pana la Stalingrad. Guvernul său, în exil la Londra, a format un mic grup de voluntari, care au participat la invazia Normandiei. A devenit un membru fondator al NATO și al ONU în 1946. În 1957, Luxemburg a devenit unul dintre cele șase state fondatoare a Comunității Economice Europene (devenită apoi Uniunea Europeană), și în 1999 s-a alăturat țărilor care au adoptat moneda unică, euro. Mai multe organisme europene își au sediul în Luxemburg.